# ブリル

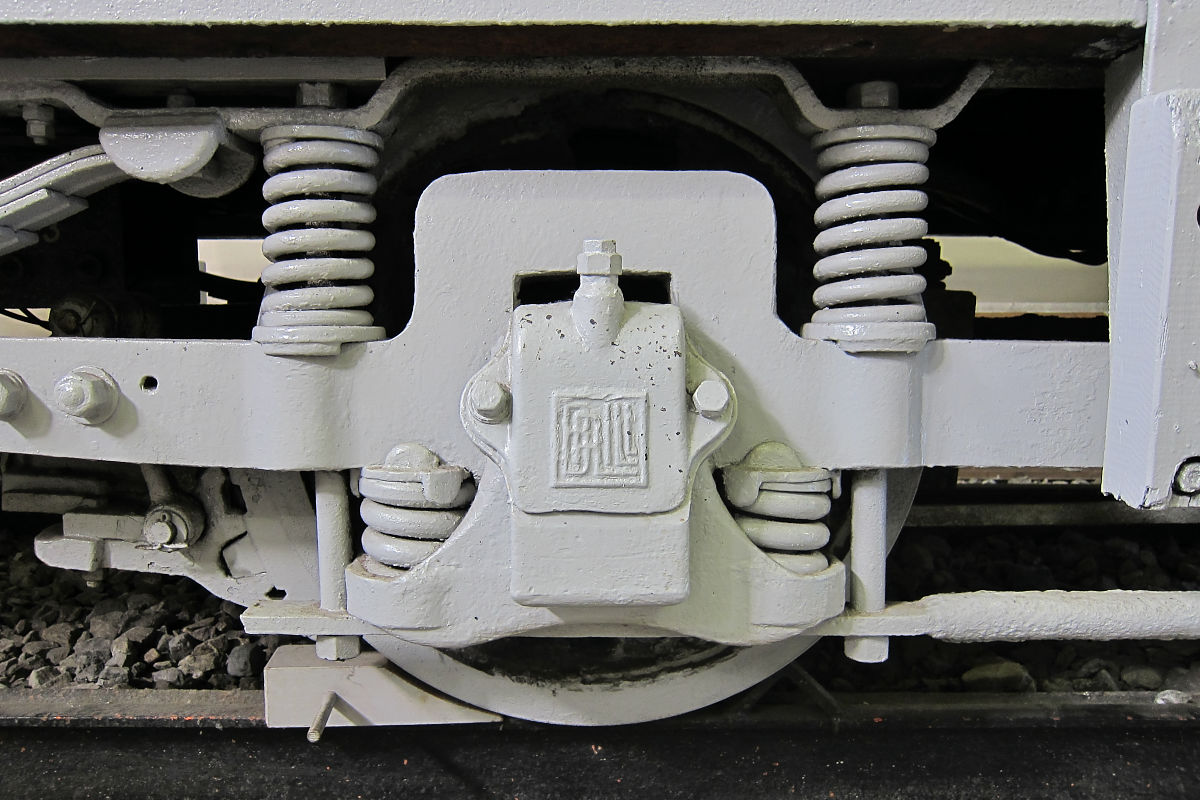
軸箱蓋のBrillマーク
横浜市電保存館の21E形台車

ブリル（J.G. Brill and Company）は、かつてアメリカ合衆国に存在した鉄道車両・バス車両メーカーである。
主に路面電車・インターアーバン用車両・台車等を製造し、本社・工場はペンシルベニア州フィラデルフィアに置いていた。

## 沿革

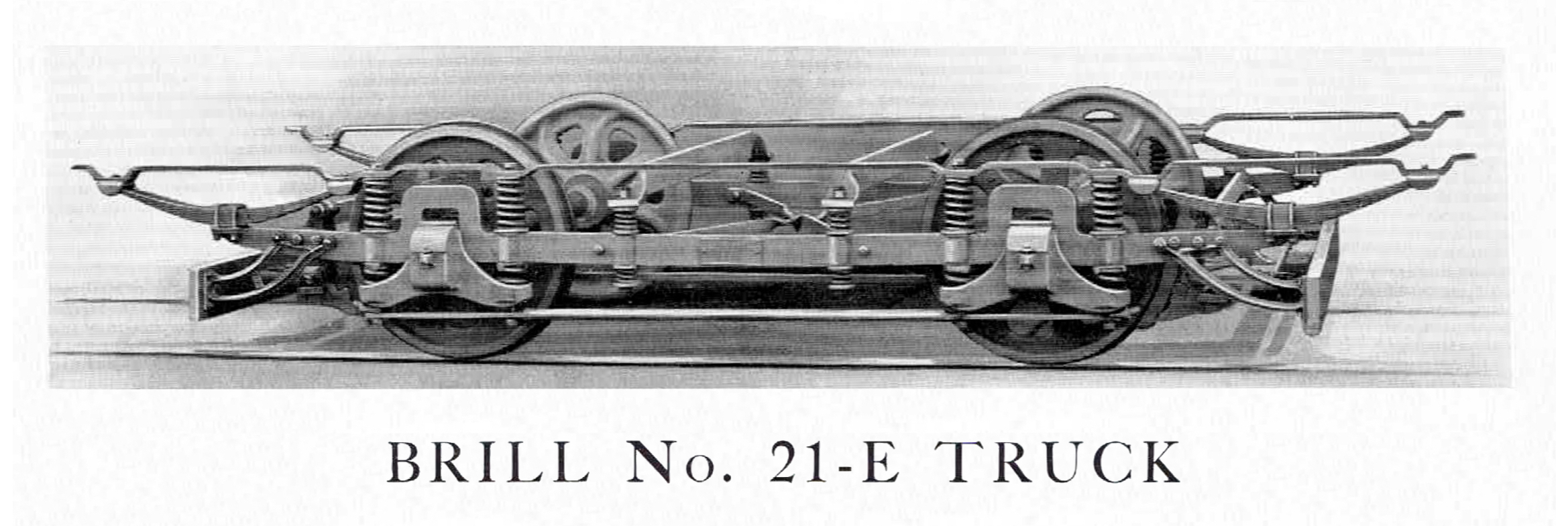
21E形台車

1868年、馬車鉄道用客車メーカーとしてジョン・ジョージ・ブリル（John George Brill ）により創業。1900年代に鉄道車両メーカー数社を買収して事業規模を拡大し、路面電車車両およびインターアーバン用電車メーカーとしては米国最大の企業に成長した。1912年にはパリに工場を新設し、米国外へ進出している。
設備投資は必要であるが量産に適した型鍛造の技術に優れ、ニ軸単台車としては史上空前のベストセラーとなって世界中でデッドコピーが生まれた「21E」や、高速電車（一般鉄道）用としてその優れた乗り心地故に長く賞揚され続けた「27MCB」シリーズなど、軸距の変更が容易という型鍛造品の特性を生かして顧客の求めに応じ、様々な寸法・仕様の同系台車を世界中に大量に供給したことで知られる。また、その一方でトラニオンと呼ばれる現在のボルスタアンカーに相当する機構や、グラディエート・スプリングと称する、耐荷重の増大と乗り心地の向上という相反する要素の両立を可能とした二段ばね定数式の枕ばね機構、それにボールハンガーと称する揺れ枕吊りリンクのがたつき防止機構を開発するなど、性能と乗り心地の改善に意欲的であったことでも知られている。
1926年にアメリカン・カー・ファンドリー（en:American Car and Foundry Company ）に買収されたが、引き続きJ.G.ブリルの名で鉄道車両・バスの製造を続けた。しかし、1930年代以降はモータリゼーションの進行により鉄道車両の需要が減少したため生産数が減少し、各地の工場も順次閉鎖された。同年代半ばには当時米国内各地に納入されていたPCCカーに似た流線形の路面電車車両「ブリルライナー」（Brilliner ）をレイモンド・ローウィの設計により独自に製造発売したが、PCCカーに比べ受注は振るわず、このブリルライナーをもって1941年に鉄道車両・路面電車車両の製造を終了し、1944年に廃業した。
廃業後すぐに新会社「アメリカン・カー・ファンドリー＝ブリル」（American Car and Foundry Company-Brill、ACF-Brill）が設立され、バスの製造を続けていたが、1954年にフィラデルフィアの工場が閉鎖され、会社は消滅した。
創業から廃業までに製造した車両は約45,000両に及ぶ（バスも含む）。

### 年表
- 1868年 - 創業。
- 1902年 ミズーリ州セントルイスにあったアメリカン・カー（en:American Car Company ）を買収。
- 1904年 オハイオ州クリーブランドにあったクールマン・カーおよびニュージャージー州エリザベスにあったジョン・スチーブンソン（en:John Stevenson Company ）を買収。
- 1906年 マサチューセッツ州スプリングフィールドにあったワースンを買収。
- 1908年 イリノイ州ダンビルにあったダンビル・カーを買収。
- 1912年 パリに工場を新設。
- 1926年 アメリカン・カー・ファンドリーに買収される。
- 1941年 鉄道車両の製造を終了。
- 1944年 会社消滅。アメリカン・カー・ファンドリー＝ブリルを設立。
- 1954年 アメリカン・カー・ファンドリー＝ブリル消滅。

## 主な製品
鉄道車両
- ブリル・コンバーチブルカー（Brill Convertible Car ） - 密閉形・開放形の切り替えが可能な路面電車車両
- ブリル・セミコンバーチブルカー（Brill Semi-Convertible Car ）
- バーニーカー - 小型・軽量の路面電車、子会社のアメリカン・カー・カンパニー（英語版）が製造
- ブリル高速連接車（Brill High-speed Articulated Cars ） - 連接車
- ブレット（en:Brill Bullet ） - 曲面ガラスを使用した弾丸形状の車両
- ブリルライナー（Brilliner ） - PCCカーに対抗する目的で製造・開発された流線形の路面電車車両

バス
- C-36 - 一般路線バス用
- IC-41 - 都市間バス用
- ツインコーチ（Twin Coach ）

プレハブ建築
- ブリル・スチールダイナーズ（Brill Steel Diners ） - 鉄道車両を模したダイナー[2]

## 日本への輸出
1900年代初頭から1930年頃にかけ、日本へも多くの輸出を行なっている。鉄道車両の完成品として日本に輸出した例は九州鉄道ブリル客車（通称「或る列車」）のみだが、台車は路面電車単車用の「21E」、路面電車ボギー車用の「76E」「77E」、電気鉄道車両用の「27MCB」などを全国各地の私鉄および公営路面電車事業者に納入している。日本初の営業用電車である京都電気鉄道の開業時の電車もブリル製台車(21B)を主に使用していた。
日本向けに納入されたブリル製台車の中には2019年（令和元年）現在も使用されているものがある。

### 鉄道車両
- 九州鉄道ブリル客車

### 台車のみの納入
ブリル製台車を使用する主な形式を下に記す。日本での提携関係にあった日本製鋼所によるライセンス製品の他、住友金属工業や日本車輌製造など、日本国内のメーカー各社によるブリル製台車の無断コピー品も多数製作され、ことに路面電車用の76E・77Eは太平洋戦争後までコピー品の製作が続いた。

#### 21E
ニ軸単台車。（写真）
- 札幌市交通局40形電車
- 札幌市交通局100形電車
- 東京市電400形電車
- 函館市交通局10形電車1 - 25号梅鉢鉄工所車
- 函館市交通局30形電車39号：2019年（令和元年）現在現役で使用されている
- 京都市電狭軌1形電車
- 京都市電広軌1形電車
- 大阪市電11形電車

#### 22E
ブリル社初のニ軸ボギー台車にして初のマキシマム・トラクション台車。心皿を持たないボルスタレス台車の一種である。（写真）
- 京津電気軌道1形電車
- 大阪市電501形電車

#### 27G
重ね板ばねを線路に平行に配置し、枕梁を支える釣り合いばねとした心皿付の軸ばね式2軸ボギー台車。鋳鋼製台車枠を備え、日本には阪神電気鉄道向け27G-1のみ輸入された。
27G-1
- 阪神電気鉄道1形電車

#### 27GE
心皿を持つ通常構造の軸ばね式2軸ボギー台車。27Gの改良モデルで、台車枠を鍛造に変更した。
27GE-1（写真）
- 富岩鉄道ロコ1形電気機関車
- 南海鉄道電1形電車
- 兵庫電気軌道1形電車

#### 27E
27GEの上位機種として、高速電車用に設計された2軸ボギー台車。27G/27GE系の釣り合いばねを廃し、台車枠から線路に平行に配された梁を吊り下げ、この上に枕ばねを載せて下揺れ枕を支える構造となった。
27E-1
- 京阪1型電車
- 京阪100型電車
- 箕面有馬電気軌道1形電車

27E-1 1/2
- 南海鉄道電2形電車

27E-2
- 南海鉄道電3形電車（鉄道）
- 小田原電気鉄道チキ1形電車

#### 27MCB

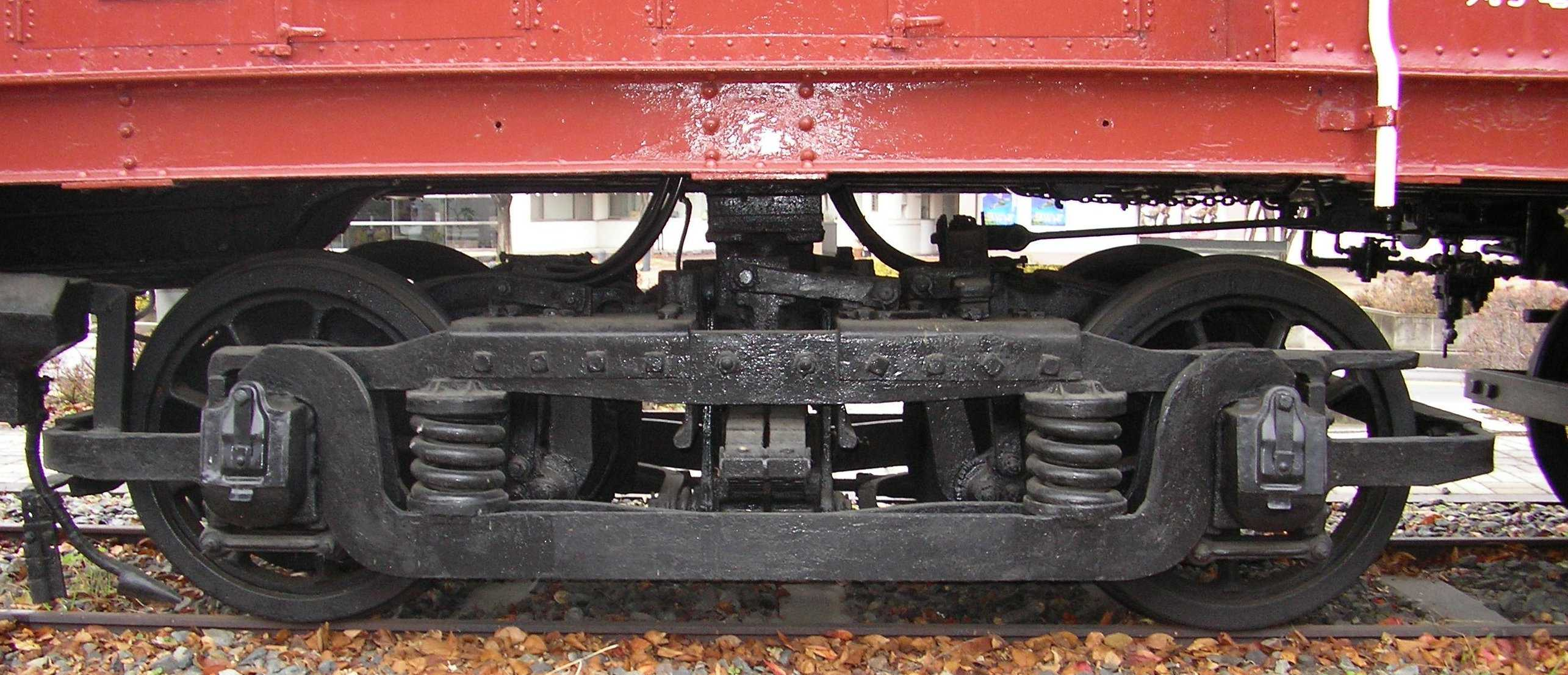
上田交通ED25 1の装着するブリル27MCB-2台車（元伊那電気鉄道デ203用）。
後年の電気機関車転用に伴う改造が多少あるが、ブリル社純正品の証であるトラニオンとボールハンガー機構が残されている。

Master Car-Builders Associationの基準に準拠して設計された高速電車用釣り合い梁式台車。型番のMCBはこれを示し、サフィックスの数字はARA規格での輪軸寸法の大小を表し、数字が大きいほど大荷重対応となる。また、末尾に付されたXは、同じ数字のモデルでも通常規格のものより大荷重対応の輪軸を装着していることを示す。なお、日本では輸入あるいはライセンス生産された1・2・2X・4Xの各モデルが使用された。
27MCB-2
- 京浜電気鉄道51号形電車
- 伊那電気鉄道デ200形電車
- 南海電7系電車
- 南海1201形電車

27MCB-4X
- 新京阪鉄道P-6形電車 - 日本製鋼所のライセンス製品で、高速電車用としては唯一の存在。後に両抱き式のブレーキに改造したため、ブレーキてこが台車枠の外に飛び出した特異な外観となった。

#### 39E
27GEのマキシマム・トラクション台車版。
- 大阪市電601形電車

39E-2
- 神戸市電700形電車

#### 76E
低床車用2軸ボギー台車。77Eと姉妹機種で、主電動機装架位置の相違で型番が区分された。76Eは主電動機を2つの車軸の外側に装架する構造で、短軸距が求められる路線向けに供給された。（写真）
76E-1
- 東急デハ1形電車

#### 77E
76Eの姉妹機種にあたる低床車用2軸ボギー台車。主電動機を2つの車輪の間に装架する構造となっており、大型の路面電車や一部の高速電車に採用された。
- 大阪市電1001形電車
- 大阪市電1701形電車
- 南海電3形電車 (軌道)
- 神戸市電500形電車

77E-1
- 京都市電500形電車

#### 79E
低床車用2軸単台車。空気制動が容易に設置できる構造になっていた。
- 横浜市電500形電車
- 大阪市電701形電車